# Vilanija
Vilanija is een plaats in de gemeente Umag in de Kroatische provincie Istrië. De plaats telt 178 inwoners (2001).